# Winfried Kohnen
Winfried Kohnen (1953) é um matemático alemão.
Kohnen obteve um doutorado em 1980 na Universidade de Bonn, orientado por Don Zagier, com a tese Beziehungen zwischen Modulformen halbganzen Gewichts und Modulformen ganzen Gewichts. É Professor da Universidade de Heidelberg. 